# Rhyacophila kadphises
Rhyacophila kadphises är en nattsländeart som beskrevs av Schmid 1959. Rhyacophila kadphises ingår i släktet Rhyacophila och familjen rovnattsländor. Inga underarter finns listade i Catalogue of Life.